# هيثر ماكهيو
هيثر ماكهيو (بالإنجليزية: Heather McHugh)‏ (20 أغسطس 1948، سان دييغو في الولايات المتحدة)؛ كاتِبة وشاعرة أمريكية. درست في جامعة هارفارد.

## الجوائز
- زمالة غوغنهايم